# День Чувашской Республики
День Чувашской Республики (чув. Чăваш Республикин кунĕ) — главный государственный праздник Чувашской Республики. Отмечается 24 июня с 1995 года. Перед этим праздником повсеместно проходит Акатуй — чувашский народный праздник земли и сохи.

## История
Официально праздник впервые был установлен и отмечен в 1995 году в ознаменование 75-й годовщины Чувашской автономной области, образованной в 1920 году. 4 мая 2000 года президент Чувашской Республики Николай Федоров, признавая историческую важность развития чувашской государственности, утвердил Закон о придании празднику статуса государственного.

## Проведение
В День республики в городах и селах Чувашской Республики проводятся различные организованные культурные мероприятия и массовые народные гуляния. В этот день в республику приезжают делегации из российских регионов, зарубежные гости. Из крупных мероприятий, проводимых в этот день — фестиваль «Родники России» (раньше «Родники Поволжья»), межрегиональная выставка. Главные торжества проходят в столице Чебоксарах на Красной площади (ранее — на площади Республики) и на набережных вокруг Чебоксарского залива. Завершается праздник фейерверками и салютом.